# Biryani
Biryani (biriani, beryani ili beriani) je jelo od riže s dodacima i začinima. 
Glavni sastojci su riža (obično basmati), meso, riba, jaja ili povrće. Naziv dolazi od perzijske riječi "beryā(n)" što znači "pržen".
Način kuhanja biryanija potječe iz Irana. Iranski putnici i trgovci doveli su ovo jelo na Indijski potkontinent, gdje je vrlo popularno. Lokalne inačice ovog jela, popularne su u Južnoj Aziji, ali i u jugoistočnoj Aziji, Arabiji, i unutar azijskih doseljenika u zapadnim zemljama. 
Začini, koji se koriste u biryaniju mogu uključivati: ghee, muškatni oraščić, kumin, papar, klinčić, kardamom, cimet, lovor, korijander, metvicu, šafran, đumbir, luk, i češnjak. 
Od mesa može ići: govedina, piletina, kozletina, janjetina, riba ili kozice.